# Knut Haugland
Pour les articles homonymes, voir Haugland.
Knut Magne Haugland, né à Rjukan en Norvège le 23 septembre 1917 et mort à Oslo le 25 décembre 2009  est résistant pendant la Seconde Guerre mondiale. Il est récompensé de l´Ordre du Service distingué (DSO) et de la Médaille militaire (MM).

## Biographie
Il participa comme opérateur radio-navigant au voyage du radeau Kon-Tiki qui alla, en 1947, du Pérou aux Tuamotu en 101 jours, ayant à son bord le capitaine Thor Heyerdahl, Erik Hesselberg, Torstein Raaby, Herman Watzinger et Bengt Danielsson.

## Distinctions
- Chevalier 1re classe de l'ordre de Vasa